# Brett Anderson (Suede)
Para la vocalista del grupo The Donnas, véase Brett Anderson.
Brett Lewis Anderson (Haywards Heath, Reino Unido, 29 de septiembre de 1967) es un cantautor inglés, vocalista de la banda de rock Suede. Después de abandonar Suede, Anderson lideró el grupo The Tears, el cual se encuentra en receso desde el año 2006. A fines de marzo de 2007, Anderson lanzó su álbum debut como solista.
Cabe resaltar que Brett Anderson y Suede han vuelto a los escenarios en el 2009 y 2010 respectivamente para continuar la carrera del grupo, que hasta la fecha ha publicado tres álbumes más.

## Biografía
Anderson nació en Haywards Heath, un pueblo en el condado inglés de West Sussex. La mayoría de su niñez la pasó practicando deportes y convirtiéndose en músico de rock.
En su adolescencia, Anderson tocaba la guitarra en bandas de garaje, como The Pigs y Geoff. En esta última participaba su futuro compañero del grupo Suede, el bajista Mat Osman. A fines de los 1980, Anderson y Osman formaron Suede junto a la novia del primero, Justine Frischmann. Más tarde, encontraron al guitarrista Bernard Butler gracias a un anuncio publicado en el semanario musical NME. En 1991, y tras ser asesorados por el exbaterista de la banda Smiths, Mike Joyce, Simon Gilbert se unió a Suede como el baterista oficial. En esta época fue que Frischmann dejó a Anderson por el líder de Blur, Damon Albarn. Tras ausentarse a muchos ensayos y ostentar su relación con Albarn frente a Anderson, Frischmann fue despedida del grupo. Eventualmente, se convirtió en la vocalista de la banda Elastica.
Incluso antes de que el primer álbum de Suede fuera lanzado al mercado, el estilo andrógino de Anderson y las imprecisas confesiones acerca de su sexualidad provocaron cierta controversia en la prensa musical británica. En 1993, Suede se posicionó en el primer lugar de las tablas de popularidad del Reino Unido. Combinando la postura homoerótica de Morrissey con el estilo glam de David Bowie, Anderson logró fama instantánea en su país. El público estadounidense aún estaba cautivado con la revolución grunge y el yodel de Anderson chocaba con el enfado de Kurt Cobain y Eddie Vedder. Debido a una disputa con la cantante estadounidense Suede, la banda fue obligada a cambiar su nombre en Estados Unidos a "The London Suede". Aunque el compositor Butler abandonó la banda en 1994, mientras grababan el segundo disco, Suede continuó lanzando material comercialmente exitoso y aclamado por la crítica en el Reino Unido.
Coming up resultó ser el punto culminante, mientras que los publicitados problemas de Anderson con el crack y la heroína pusieron a la banda en receso a fines de los 1990. Suede continuó y lanzó Head music en 1999. Pero el disco A new morning fue un fracaso comercial en el 2002. Al año siguiente, luego del lanzamiento de su álbum recopilatorio, la banda se disolvió.  
Anderson ha comentado que la historia de Suede es "...ridícula. Es como Maquiavelo reescribiendo Fear and loathing in Las Vegas. Involucra a un reparto de miles. Debería ser protagonizada por Charlton Heston... Es como un coche de niño empujado por una colina. Siempre ha sido tempestuoso, ha estado realmente al borde y no se detiene. Creo que no se detendrá jamás".
Como solista, Anderson colaboró con Stina Nordenstam. Su voz puede ser escuchada en el álbum This is Stina Nordenstam. En 1995 realizó un dueto con Jane Birkin, el cual aparece en el disco de Birkin Best of, editado en 1998. También cantó la frase "You're going to reap just what you sow" en la canción "Perfect day" del evento caritativo para niños Children in Need.
En el año 2004, y luego de resolver sus diferencias, Anderson y el exguitarrista de Suede, Bernard Butler, formaron la banda The Tears. Lanzaron su álbum debut, Here come the tears, el cual obtuvo críticas y reacciones populares mixtas. Fue producido por Butler y grabado mayoritariamente en un estudio casero. Sus singles fueron "Refugees" y "Lovers".
Anderson era un cercano amigo de Simon Hobart, el promotor de Popstarz, y ofició como diskjockey en el espectáculo caritativo realizado en honor a Hobart después de su muerte.
En mayo de 2006, Anderson anunció detalles de su venidero álbum como solista, Brett Anderson, el que fue lanzado el 26 de marzo de 2007. El video musical que acompañó al primer sencillo del disco, "Love is dead", fue estrenado en la televisión británica en febrero de 2007 y posteriormente en YouTube. La canción debutó en la posición número 42 en la tabla de popularidad del Reino Unido y el álbum alcanzó la posición 54 a la semana siguiente.
En julio de 2007, Brett Anderson fue fotografiado para una campaña publicitaria de la colección de moda otoño-invierno de Aquascutum.

## Discografía

### Álbumes de estudio
- Brett Anderson (26 de marzo de 2007)
- Wilderness (2008)
- Slow Attack (2 de noviembre de 2009).[1]
- "Black Rainbows" (octubre de 2011)

### Álbumes en vivo
- Brett Anderson live in London[2] (9 de mayo de 2007)
- Brett Anderson live at Union Chapel[2] (19 de julio de 2007)
- Brett Anderson live at Queen Elizabeth Hall[2] (20 de octubre de 2007)

### Sencillos
- "Love is dead" (19 de marzo de 2007)

### Extended plays
- Back to you (9 de julio de 2007)...